# Aymar Gouffier de Boisy
Pour les articles homonymes, voir Gouffier et Gouffier de Boisy.
Aymar Gouffier de Boisy ou Aimar, né en 1488 et décédé le 9 octobre 1528, est abbé de Saint-Jouin de Marnes, de St-Denis et de Cluny ainsi qu'évêque d'Albi.

## Biographie
Aymar Gouffier de Boisy est l'avant-dernier des enfants du second mariage, en 1472, de Guillaume Gouffier, seigneur de Boisy, et de Philippine de Montmorency. Ils ont eu huit autres enfants : Artus, Louis, Adrien, Pierre, Guillaume, Charlotte, Anne et Catherine.
Il est au départ abbé de Saint-Jouin de Marnes puis il succède à son frère Pierre comme abbé de Saint-Denis le 19 janvier 1516, avant de devenir le 21 juin 1518 abbé de Cluny sous proposition de François Ier, alors roi de France, cumulant ainsi sur son seul nom deux des plus riches établissements monastiques de France. 
Le 1er août 1523, il succède à son frère Adrien en tant qu’évêque d’Albi, il occupe sa fonction par procuration le 19 juin 1524, n'en prenant lui-même possession que le 10 novembre 1527. 
Il arriva accompagné de l'abbé de Gaillac, de M de Nupes conseiller au parlement, des vicomtes de Paulin, de Monclar, de messieurs Bernard de Saunhac sieur de Padiès, Jean de Rosières sieur de Darzac, Gaspard de Flamarens, François d'Alari co-seigneur de Tanus, G de Clergue sieur de la Guimerie, des consuls Laurens Gauly, Guillaume Chabert, Etienne Parlhan, Pierre Galaup, Nicolas Demans, Guillaume Alacris et de plusieurs autres notables.
Il meurt le 9 octobre 1528.